# Сарай-Бату (музей)
Сарай-Бату — туристский центр, посвящённый истории и культуре Золотой Орды, расположенный близ села Селитренного Астраханской области, в местах, где в древности находилась столица Орды Сарай-Бату (город был также известен под названиями Сарай-ал-Махруса и Старый Сарай).
Выстроен в 2011 году в качестве декораций для фильма «Орда». Также здесь были сняты некоторые сцены сериала «София» (2016). Комплекс начал свою работу 1 января 2018 года.

## История создания
Исторически по этим местам проходил Великий шёлковый путь, по которому караваны везли товары из Европы в Азию и обратно. В середине XIV века столица была перенесена к северу, в Новый Сарай, на территорию нынешней Волгоградской области. В 1395 году Тамерлан захватил и разрушил старую столицу.
История музея началась в 2011 году с постройки декораций для киноленты «Орда». Создатели фильма консультировались с учёными-историками, изучали музейные экспозиции, живопись того времени, историю костюма, планы археологических раскопок:

Это и русские летописи, и знаменитый двухтомник В. Г. Тизенгаузена — сборник письменных материалов о Золотой Орде того времени. Мы очень скрупулёзно изучали историю монгольского общества после Чингисхана. Наиболее интересными для меня как режиссёра были записки путешественников, попадавших в Орду, потому что сторонний глаз более выпукло обнаруживает какие-то вещи и доносит до нас. Это и «Путешествия в восточные страны Плано Карпини и Гильома Рубрука», и записки европейских послов, купцов, бывавших в Орде. Стоит отметить и подробные записки известного марокканского путешественника Ибн Баттуты. Читая его, понимаешь, насколько отличается взгляд на те или иные явления европейца и мусульманина-марокканца. Какие-то вещи, которые у европейцев вызывали оторопь, для него, наоборот, были признаком благочестия.— режиссёр Андрей Прошкин
На обрывистом, зелёном берегу реки Ахтубы на двух гектарах возведена декорация золотоордынской столицы. «Город» состоит из нескольких улиц, здесь есть дворец хана, главные резные ворота, лавочки торговцев и городская площадь. Деревянные дома залиты цементом и сверху вымазаны глиной. В 2013 году их реставрировали, обмазывая заново. Рабочие даже повторили систему водопроводов, которая существовала в Золотой Орде: к большому колесу были привязаны кувшины, они наполнялись речной водой по мере движения колеса.
По инициативе губернатора Александра Александровича Жилкина на базе декорации создан новый туристский центр Астраханской области.

## Музей

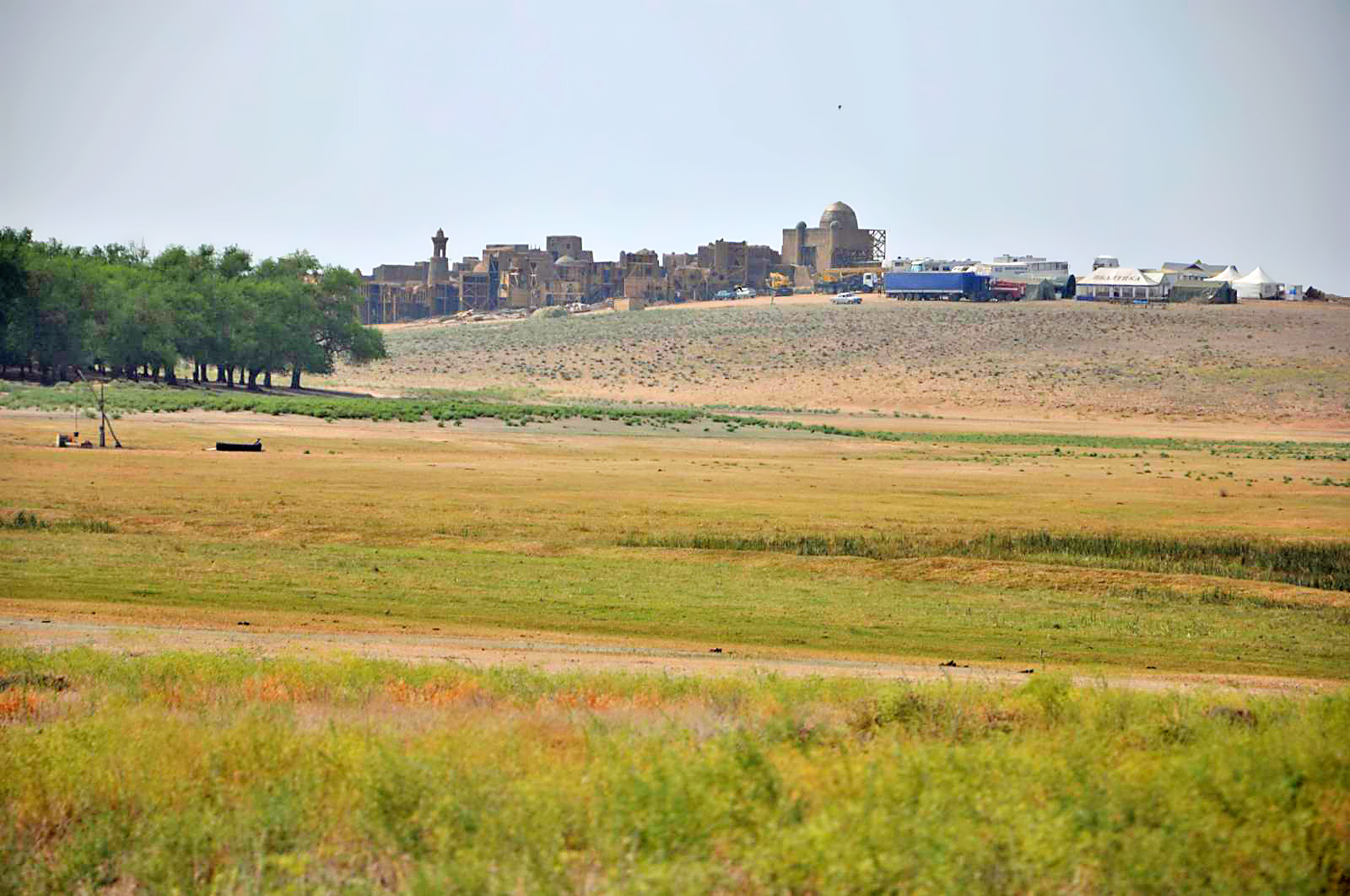
2013 год

Музей под открытым небом представляет приблизительную реконструкцию древней столицы, где переданы колорит, культурные особенности быта и нравов. В комплексе посреди степи постоянно проходят исторические фестивали и встречи реконструкторов. В центре предусмотрено множество развлекательных мероприятий, прогулки на верблюдах, кафе, сувенирные лавки, аудиогид. Недалеко расположен археологический комплекс «Селитренное городище» (филиал Астраханского государственного объединённого историко-архитектурного музея-заповедника) — место настоящего нахождения древней столицы.
На берегах реки Ахтубы планируется устроить кемпинг-стоянку.
В мае в степи начинается сезон пыльных бурь, а в июне слетается мошка.
Время работы: ежедневно с 9:00 до 18:00 без выходных и праздников.
Входной билет: 400 рублей, детям до 7 лет вход бесплатный. Стоимость экскурсии от 750 рублей.